# Oregon (Wisconsin)
Oregon és una població dels Estats Units a l'estat de Wisconsin. Segons el cens del 2000 tenia 7.514 habitants.

## Demografia
Segons el cens del 2000, Oregon tenia 7.514 habitants, 2.796 habitatges, i 2.071 famílies. La densitat de població era de 945 habitants per km².
Dels 2.796 habitatges en un 43,5% hi vivien nens de menys de 18 anys, en un 61,9% hi vivien parelles casades, en un 8,8% dones solteres, i en un 25,9% no eren unitats familiars. En el 20,4% dels habitatges hi vivien persones soles el 7,3% de les quals corresponia a persones de 65 anys o més que vivien soles. El nombre mitjà de persones vivint en cada habitatge era de 2,66 i el nombre mitjà de persones que vivien en cada família era de 3,1.
Per edats la població es repartia de la següent manera: un 30,5% tenia menys de 18 anys, un 5,9% entre 18 i 24, un 34,5% entre 25 i 44, un 20,3% de 45 a 60 i un 8,7% 65 anys o més.
L'edat mediana era de 34 anys. Per cada 100 dones de 18 o més anys hi havia 88,8 homes.
La renda mediana per habitatge era de 56.584 $ i la renda mediana per família de 65.518 $. Els homes tenien una renda mediana de 43.015 $ mentre que les dones 30.791 $. La renda per capita de la població era de 23.650 $. Aproximadament l'1,8% de les famílies i el 3,3% de la població estaven per davall del llindar de pobresa.

## Poblacions més properes
El següent diagrama mostra les poblacions més properes.